# Fenusella
Fenusella is een geslacht van  echte bladwespen (familie Tenthredinidae).

## Soorten
- F. glaucopis (Konow, 1907)
- F. hortulana (Klug, 1818)
- F. nana (Klug, 1816)
- F. septentrionalis (Koch, 1990)
- F. wuestneii (Konow, 1894)